# Valverde del Fresno
Valverde del Fresno là một đô thị trong tỉnh Cáceres, Extremadura, Tây Ban Nha. Theo điều tra dân số 2006 (INE), đô thị này có dân số là 2576 người.

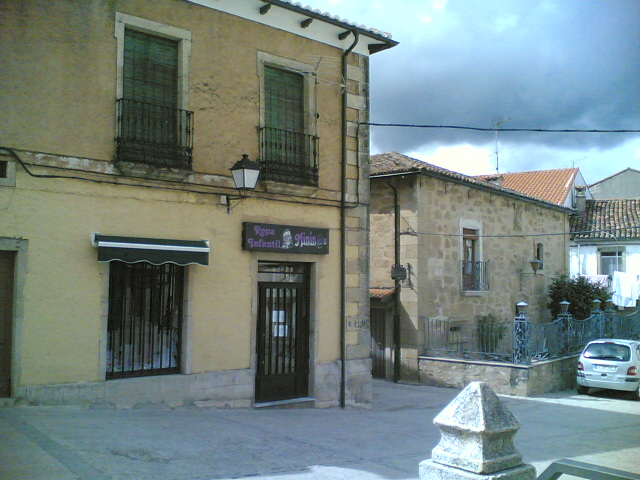
Valverde del Fresno

40°11′B 6°56′T / 40,183°B 6,933°T